# Вэлли (стадион)
«Вэ́лли» (англ. The Valley — долина, лощина) — футбольный стадион в Лондоне, домашняя арена клуба «Чарльтон Атлетик».

## История
«Чарльтон» начал поиск места для собственного стадиона после Первой мировой войны. Был выбран заброшенный песчаный карьер неподалёку от Флойд-роуд. Однако денег на постройку у клуба не нашлось. Однако в дело вмешались болельщики клуба, которые вызвались добровольцами. На дне карьера был расчищен участок для футбольного поля, а выкопанная земля пошла на создание трибун. Видимо, из-за схожести полученного стадиона с долиной он и получил своё название. Первые матчи на «Вэлли» так и проводились без единой трибуны, лишь огородив поле верёвкой, а болельщики наблюдали за игрой стоя или сидя прямо на земле. Несмотря на эти неудобства, благодаря такой стройке «всем миром», между клубом и болельщиками установились очень тесные отношения, существующие до сих пор.
Долгое время стадион был крупнейшим футбольным стадионом Лондона, вмещая до 75 000 зрителей. Однако низкие результаты клуба мешали достойной реконструкции «Вэлли».
В 1984 году из-за долгов «Чарльтон» был вынужден продать стадион и переехать на «Селхерст Парк». В 1988 году клуб смог вернуть собственность на стадион, а болельщики помогли очистить поле от мусора. Однако из-за устарелости матчи на стадионе проводить было невозможно — «Вэлли» требовалась полная перестройка. Городской совет Гринвича отклонил проект нового стадиона большинством голосов. И вновь болельщики спасли стадион — на очередных местных выборах он сформировали собственную партию — партию Вэлли (The Valley Party). Партия триумфально победила на выборах в 1990 году, заняв все кроме двух мест в Совете, и успешно пролоббировав перестройку «Вэлли».
В 1992 году «Чарльтон» вернулся на родной стадион, который теперь вмещает чуть более 27 000 зрителей. Также существуют планы по расширению стадиона до 40 000 мест за счёт расширения Восточной и Южной трибун. Скорее всего, этот план реализуется только в случае возвращения «эддикс» в Премьер-лигу.